# Esteban Cambiasso
Esteban Matías Cambiasso Deleau (ur. 18 sierpnia 1980 w Buenos Aires) – argentyński piłkarz występujący na pozycji defensywnego pomocnika lub środkowego obrońcy, wielokrotny reprezentant Argentyny. Zdobyte 23 tytuły czynią z niego drugiego najbardziej utytułowanego argentyńskiego piłkarza w historii.

## Kariera klubowa

### Lata juniorskie
Cambiasso rozpoczynał karierę w klubie ze stolicy Argentyny, Argentinos Juniors. W wieku zaledwie 15 lat został wypatrzony przez skautów Realu Madryt, który zapłacił za niego 2 mln dolarów. Jego krótka przygoda z rezerwami Królewskich zakończyła się powrotem do ligi argentyńskiej, w której zadebiutował 15 sierpnia 1998 w barwach Independiente w meczu z Newell’s Old Boys. Na wypożyczeniu w zespole Diablos Rojos spędził 3 lata w trakcie których rozegrał 97 meczów ligowych i zdobył 14 bramek. W 2001 Real zmienił miejsce wypożyczenia Cuchu, który stał się piłkarzem River Plate. Z drużyną Millonarios został mistrzem kraju w sezonie zamknięcia (Torneo Clausura).

### Real Madryt
Do Madrytu powrócił jako doświadczony zawodnik. Debiut w zespole Los Blancos przypadł na ligowe spotkanie z Espanyolem rozegrane 2 września 2002 r. 
 Cambiasso pomógł klubowi wygrać Puchar Interkontynentalny w 2002 i Superpuchar Hiszpanii w 2004 oraz zdobyć mistrzostwo kraju w 2003. W lipcu 2004 r. zdecydował się podpisać umowę z Interem, gdyż wygasł mu kontrakt z Królewskimi, którzy nie mieli zamiaru go przedłużać. Los Blancos uznali bowiem, że Cuchu nie spełnia wymogu „galaktyczności”. W okresie gry dla Realu zagrał w 41 meczach Primera Division.

### Inter
Cambiasso zadebiutował w zespole Nerazzurrich 11 sierpnia w meczu 3 rundy eliminacji do Ligi Mistrzów z FC Basel. 3 października strzelił swego pierwszego gola w barwach Mediolańczyków we spotkaniu z Romą.
W 2005, występując w parze z Juanem Sebastiánem Verónem w pomocy Interu zdobył Puchar Włoch. Osiągnięcie to powtórzył w roku 2006, po finale z AS Roma (3:1), w którym zdobył pierwszego gola oraz w 2010 i 2011. W 2006, 2007, 2008, 2009 i 2010 Cambiasso zdobył z Interem mistrzostwo Włoch. 11 maja 2006 zdobył imponującą bramkę w meczu rewanżowym finału Pucharu Włoch z AS Roma. 9 września 2006 zaliczył kapitalny występ z Fiorentiną (3:2) strzelając dwie bramki i asystując przy trzeciej. 7 listopada 2007 w meczu Champions League z CSKA Moskwa dwukrotnie pokonał bramkarza rywala. Podczas derbów Mediolanu 23 grudnia 2007 rozstrzygnął losy spotkania zdobywając bramkę na 2:1 dla Interu. W sezonie 2008/09 na skutek kontuzji stoperów Interu został przekwalifikowany na pozycję środkowego obrońcy, a z zadań tych wywiązywał się dobrze. Przez pierwszą część tego sezonu Cambiasso był bardzo widoczny, zwłaszcza w destrukcji. W drugiej części zabrakło mu sił na ciągłe bieganie za przeciwnikami, za to strzelił wszystkie swoje bramki. Jego wpływ na grę zespołu był jednak mniejszy niż sezon wcześniej. 23 marca 2009 przedłużył umowę z Interem do czerwca 2014 r. z tytułu której otrzymuje rocznie 4 mln euro. W pierwszym meczu 1/8 LM z Chelsea F.C. w 2010 ustalił wynik spotkania na 2:1, a bramkę tę uznaje za swą najważniejszą. 24 listopada 2010 trafił zwycięską bramkę w pucharowym meczu z FC Twente (1:0). 9 stycznia 2011 w starciu z Catanią zdobył 2 bramki. 8 maja 2011 zaliczył w meczu z Fiorentiną 300 oficjalny występ dla Nerazzurrich i 30 trafienie. 10 grudnia wobec dyskwalifikacji Javiera Zanettiego był kapitanem Interu w meczu z Violą. Po remisie 2-2 w Mediolanie 4 marca 2012 także z Catanią zakrył twarz ręcznikiem, ponieważ płakał z powodu gwizdów kibiców, które rozległy się na stadionie, gdy schodził z boiska. 30 marca 2013 r. otrzymał w meczu z Juventusem pierwszą w karierze czerwoną kartkę za faul na Sebastianie Giovinco.
Obecnie zawodnik Leicester City.

## Kariera reprezentacyjna

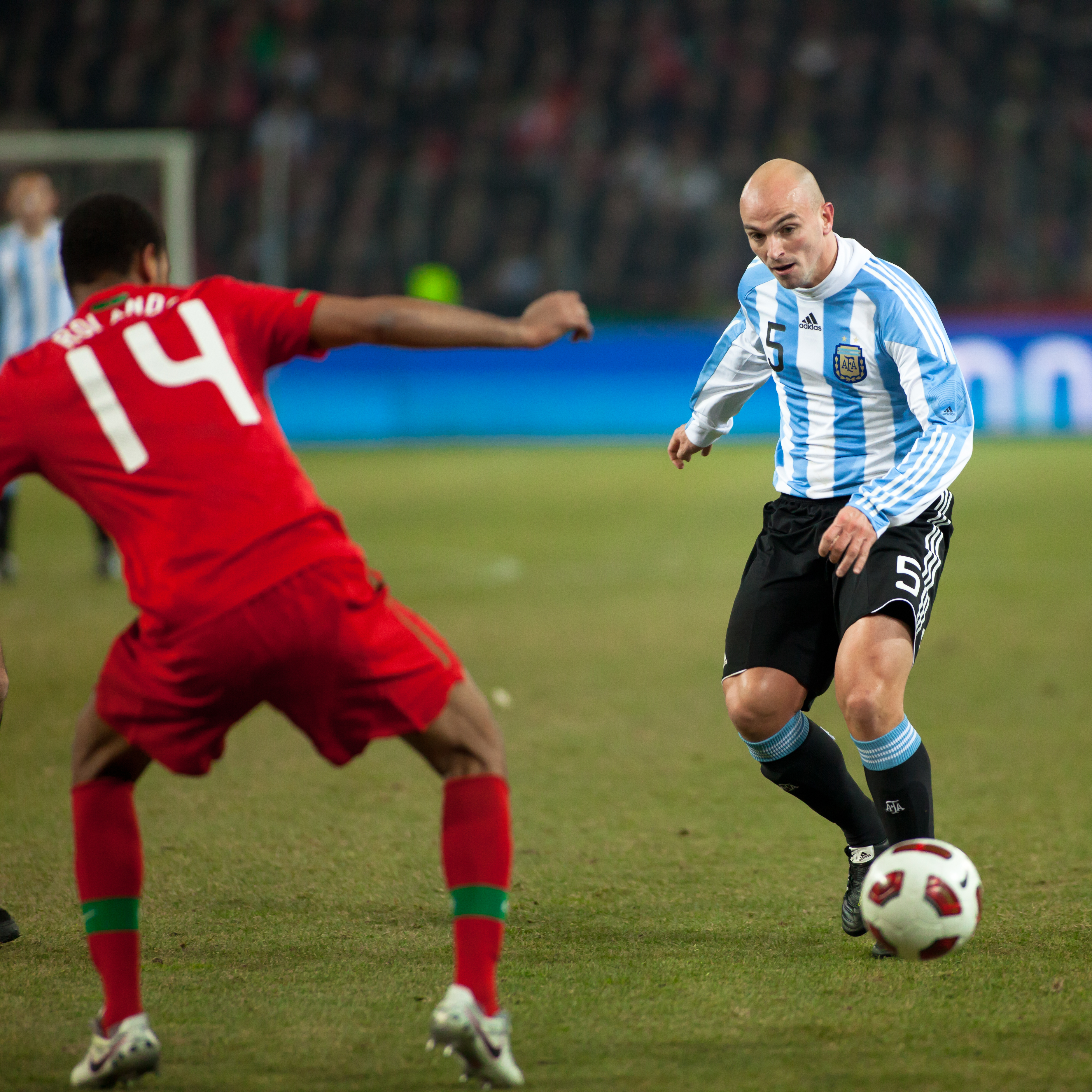

W reprezentacji Argentyny U-20 występował na Młodzieżowych Mistrzostwach Świata 1997 w Malezji, gdzie zdobył wraz z kadrą tytuł mistrzowski po finale z Urugwajem. W kolejnych Młodzieżowych Mistrzostwach Świata rozgrywanych w 1999 był kapitanem zespołu. W pierwszej drużynie seniorów zadebiutował 20 grudnia 2000 roku w meczu przeciwko Meksykowi, wygranym 2:0. Wystąpił razem z reprezentacją Argentyna na Copa America 2004 z którego wrócił ze srebrnym medalem. W 2005 zapisał na swoim koncie srebrny medal Pucharu Konfederacji w Niemczech. W 2006 znalazł się w kadrze Jose Pekermana na Mistrzostwa Świata, na których zdobył bramkę w drugim meczu grupowym przeciwko Serbii i Czarnogórze, wygranym 6:0. Akcja po której padła bramka przeszła do historii, gdyż Albicelestes wymienili w jej trakcie 24 podania. Udział Cuchu dobiegł końca po ćwierćfinałowym meczu z Niemcami, który zakończył się konkursem rzutów karnych w którym Cambiasso nie strzelił ostatniej jedenastki. Za kadencji Diega Maradony został powołany zaledwie jeden raz – na mecz z Hiszpanią (14 listopada 2009). 12 maja 2010 selekcjoner ogłosił skład kadry na Mistrzostwa Świata w RPA w którym zabrakło Cuchu, co spowodowało liczne kontrowersje. Po mundialu powrócił do kadry. Do czasu rozegranego 7 lipca 2011 r. meczu z Kolumbią rozegrał dla Albicelestes 52 spotkania i strzelił 5 bramek.

## Styl gry
Jego podstawową pozycją jest defensywny pomocnik, ale potrafi także zagrać na środku obrony. Posiada mocne uderzenie z dystansu, potrafi udanie rozpocząć akcję ofensywną oraz ją wykończyć. Argentyńczyk to środkowy, scalający drużynę piłkarz.

## Życie prywatne
Cambiasso od czwartego do jedenastego roku życia uczęszczał do szkoły sportowej, gdzie zgłębiał tajniki koszykówki. Przez kilka lat Esteban dzielił czas pomiędzy koszykówkę i futbol (w poniedziałki, środy i piątki Cuchu grał w piłkę, wtorki i czwartki poświęcał na koszykówkę), ale z początku nie cierpiał piłki, jednak matka i pierwszy trener przekonali chłopca, że sobie radzi, nie warto marnować talentu. Gdy jednak przyszło do wyboru dyscypliny, na którą ma postawić, wbrew oczekiwaniom rodziców, wybrał piłkę.
Jego ojciec był koszykarzem, a brat Nicolás Cambiasso jest bramkarzem. Cambiasso był wcześniej żonaty. Ze związku tego ma córkę Victorię (ur. 22 listopada 2008). 24 września 2013 przyszło na świat drugie dziecko piłkarz – Dante, którego matką jest żona Claudia. Posiada włoski paszport, gdyż jego przodkowie wywodzili się z Serra Rico we włoskiej Ligurii skąd jego praprapradziadek Francasco Cambiaso wyemigrował w XIX w. do Argentyny. Drugie „s” w nazwisku pojawiło się, aby nadać mu hiszpańskie brzmienie. Razem z Javierem Zanettim prowadzi fundację Leoni di Potrero pomagającą trenerom szkolącym małe dzieci.
Ulubionym piłkarzem Cambiasso jest Diego Maradona, a sportowcem Michael Jordan. W wolnym czasie Cambiasso lubi rozwiązywać krzyżówki, oglądać film “Obłędny rycerz”. Ulubionym zespołem Cuchu jest “Los Rodriguez” (argentyński rock lat 90.), wśród napojów wybiera najczęściej wodę gazowaną, a w restauracji Buenos Aires zamawia kurę duszoną w soku pomarańczowym i winie. Jego słabością jest przywiązanie do gier komputerowych. Wzorem dla niego jest Fernando Redondo. Jest człowiekiem rozsądnym i bezpretensjonalnym.
Cuchu jest skrótem od imienia chudej i siwej postaci telewizyjnej, Cuchuflito. W Argentynie otrzymał również drugi pseudonim – „Jajko w bułce”. Podobno z powodu zamiłowania do tej potrawy, gdyż uwielbiał kanapki z jajkiem. Prawdopodobniej jednak z chęci noszenia długich włosów, wtedy jeszcze nie zaczął łysieć, na głowie-jaju miał „skorupę” z białych włosów.

## Sukcesy
Klubowe
River Plate
- Clausura 2002

Real Madryt
- Mistrzostwo Hiszpanii: 2003
- Puchar Interkontynentalny: 2002
- Superpuchar Europy: 2002
- Superpuchar Hiszpanii: 2002

Inter Mediolan
- Liga Mistrzów: 2010

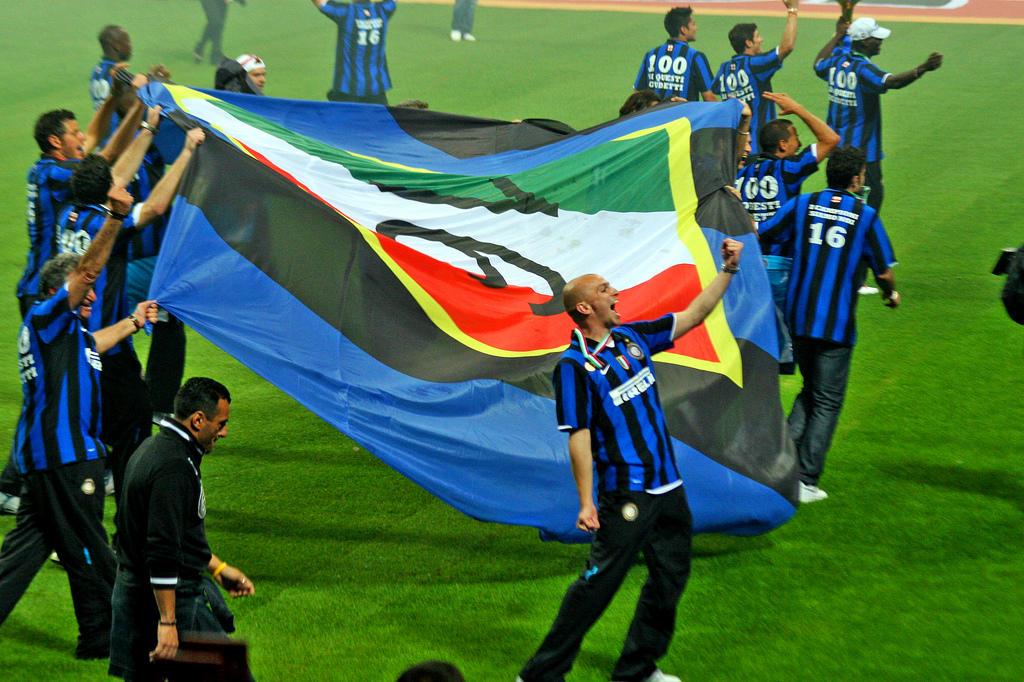
Fiesta po zdobyciu scudetto w 2008

- Mistrzostwo Włoch (5): 2006, 2007, 2008, 2009, 2010
- Puchar Włoch (4): 2005, 2006, 2010, 2011
- Superpuchar Włoch (4): 2005, 2006, 2008, 2010
- Klubowe Mistrzostwo Świata: 2010

Reprezentacyjne
- Młodzieżowe Mistrzostwo Ameryki Południowej U-20: 1997, 1999
- Młodzieżowe Mistrzostwo Świata U-20: 1997
- Copa America 2007: srebro

Indywidualne
- Golden Pirate: 2006
- Jedenastka roku Serie A według „La Gazzetta dello Sport”: 2007[17]
- Jedenastka sezonu Serie A według Goal.com: 2008/2009[18]

## Statystyki

### Klubowe
| Klub                 | Sezon                                   | Kraj                                    | Rozgrywki                               | Mecze | Bramki | Asysty |
| -------------------- | --------------------------------------- | --------------------------------------- | --------------------------------------- | ----- | ------ | ------ |
| Argentinos Juniors   | 1995/1996                               | Argentyna                               | Primera División                        | 0     | 0      | 0      |
| Real Madryt Castilla | 1996/1997                               | Hiszpania                               | Segunda División                        | 8     | 0      |        |
| Real Madryt Castilla | 1997/1998                               | Hiszpania                               | Segunda División B                      | 34    | 4      |        |
| Real Madryt Castilla | Razem                                   | Hiszpania                               |                                         | 42    | 4      | -      |
| Independiente        | 1998/1999                               | Argentyna                               | Primera División                        | 27    | 3      |        |
| Independiente        | 1999/2000                               | Argentyna                               | Primera División                        | 35    | 6      |        |
| Independiente        | 2000/2001                               | Argentyna                               | Primera División                        | 35    | 5      |        |
| Independiente        | Razem                                   | Argentyna                               | Primera División                        | 97    | 14     | -      |
| River Plate          | 2001/2002                               | Argentyna                               | Primera División                        | 37    | 12     |        |
| Real Madryt          | 2002/2003                               | Hiszpania                               | Primera Division                        | 24    | 0      |        |
| Real Madryt          | 2003/2004                               | Hiszpania                               | Primera Division                        | 17    | 0      | 0      |
| Real Madryt          | Razem                                   | Hiszpania                               | Primera Division                        | 41    | 0      | -      |
| Inter Mediolan       | 2004/2005                               | Włochy                                  | Serie A                                 | 30    | 2      | 0      |
| Inter Mediolan       | 2005/2006                               | Włochy                                  | Serie A                                 | 34    | 5      | 0      |
| Inter Mediolan       | 2006/2007                               | Włochy                                  | Serie A                                 | 21    | 3      | 3      |
| Inter Mediolan       | 2007/2008                               | Włochy                                  | Serie A                                 | 33    | 6      | 2      |
| Inter Mediolan       | 2008/2009                               | Włochy                                  | Serie A                                 | 35    | 4      | 3      |
| Inter Mediolan       | 2009/2010                               | Włochy                                  | Serie A                                 | 30    | 3      | 2      |
| Inter Mediolan       | 2010/2011                               | Włochy                                  | Serie A                                 | 30    | 7      | 0      |
| Inter Mediolan       | 2011/2012                               | Włochy                                  | Serie A                                 | 37    | 4      | 2      |
| Inter Mediolan       | 2012/2013                               | Włochy                                  | Serie A                                 | 33    | 3      | 5      |
| Inter Mediolan       | 2013/2014                               | Włochy                                  | Serie A                                 | 3     | 0      | 0      |
| Inter Mediolan       | Razem                                   | Włochy                                  | Serie A                                 | 286   | 37     | 17     |
| Leicester City       | 2014/2015                               | Anglia                                  | Premier League                          | 30    | 4      | 0      |
|                      | Łącznie w argentyńskej Primera Division | Łącznie w argentyńskej Primera Division | Łącznie w argentyńskej Primera Division | 135   | 26     | –      |
| Ogółem               | Ogółem                                  | Ogółem                                  | Ogółem                                  | 533   | 71     | 17     |

### Reprezentacyjne

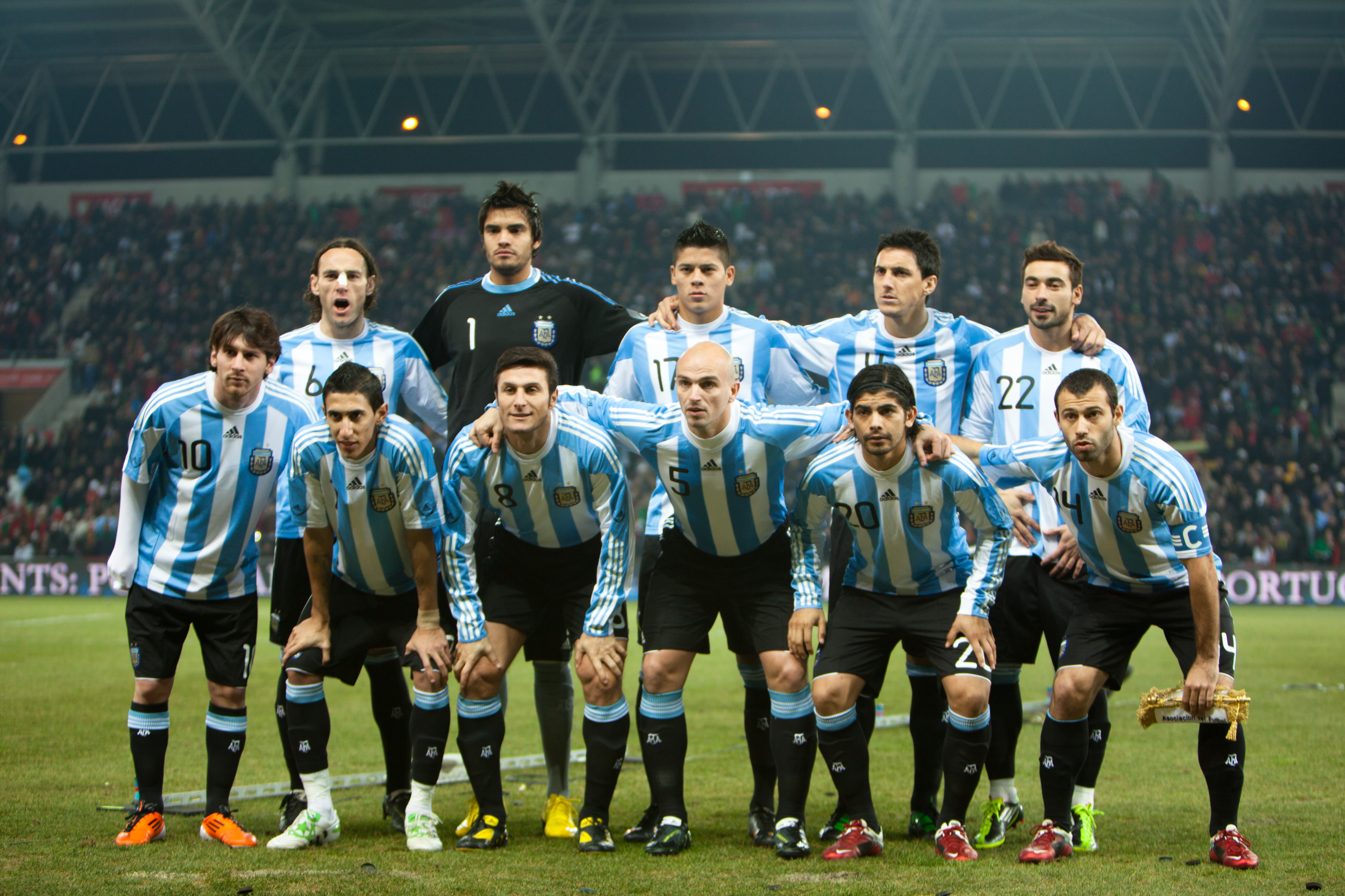
Cambiasso przed meczem Argentyny z Portugalią

| Rok   | Mecze | Gole |
| ----- | ----- | ---- |
| 2000  | 1     | 0    |
| 2001  | 0     | 0    |
| 2002  | 0     | 0    |
| 2003  | 5     | 0    |
| 2004  | 4     | 0    |
| 2005  | 10    | 1    |
| 2006  | 7     | 1    |
| 2007  | 13    | 1    |
| 2008  | 5     | 1    |
| 2009  | 1     | 0    |
| 2010  | 2     | 0    |
| 2011  | 4     | 1    |
| Total | 52    | 5    |

| Lp. | Data                 | Miejsce                                               | Rywal                    | Wynik        | Rozgrywki                | Minuty |
| --- | -------------------- | ----------------------------------------------------- | ------------------------ | ------------ | ------------------------ | ------ |
| 1   | 20 grudnia 2000      | Los Angeles Memorial Coliseum, Los Angeles            | Meksyk                   | 2:0          | mecz towarzyski          | 90     |
| 2   | 12 lutego 2003       | Amsterdam ArenA, Amsterdam                            | Holandia                 | 0:1          | mecz towarzyski          | 16     |
| 3   | 30 kwietnia 2003     | Stadion 11 Czerwca, Trypolis                          | Libia                    | 3:1          | mecz towarzyski          | 90     |
| 4   | 8 czerwca 2003       | Stadion Nagai, Osaka                                  | Japonia                  | 4:1          | Kirin Cup                | 90     |
| 5   | 11 czerwca 2003      | Seul World Cup Stadium, Seul                          | Korea Południowa         | 1:0          | mecz towarzyski          | 90     |
| 6   | 15 listopada 2003    | Estadio Monumental, Buenos Aires                      | Boliwia                  | 3:0          | eliminacje do MŚ 2006    | 2      |
| 7   | 28 kwietnia 2004     | Stade Mohamed V, Casablanca                           | Maroko                   | 1:0          | mecz towarzyski          | 90     |
| 8   | 9 października 2004  | Estadio Monumental, Buenos Aires                      | Urugwaj                  | 4:2          | eliminacje do MŚ 2006    | 90     |
| 9   | 13 października 2004 | Estadio Nacional de Chile, Santiago de Chile          | Chile                    | 0:0          | eliminacje do MŚ 2006    | 90     |
| 10  | 17 listopada 2004    | Estadio Monumental, Buenos Aires                      | Wenezuela                | 3:2          | eliminacje do MŚ 2006    | 78     |
| 11  | 9 lutego 2005        | ESPRIT arena, Düsseldorf                              | Niemcy                   | 2:2          | mecz towarzyski          | 45     |
| 12  | 26 marca 2005        | Estadio Hernando Siles, La Paz                        | Boliwia                  | 2:1          | eliminacje do MŚ 2006    | 90     |
| 13  | 30 marca 2005        | Estadio Monumental, Buenos Aires                      | Kolumbia                 | 1:0          | eliminacje do MŚ 2006    | 90     |
| 14  | 4 czerwca 2005       | Estadio Olímpico Atahualpa, Quito                     | Ekwador                  | 0:2          | eliminacje do MŚ 2006    | 90     |
| 15  | 18 czerwca 2005      | Frankenstadion, Norymberga                            | Australia                | 4:2          | Puchar Konfederacji 2005 | 24     |
| 16  | 21 czerwca 2005      | Frankenstadion, Norymberga                            | Niemcy                   | 2:2          | Puchar Konfederacji 2005 | 90     |
| 17  | 26 czerwca 2005      | AWD-Arena, Hanower                                    | Meksyk                   | 1:0          | Puchar Konfederacji 2005 | 120    |
| 18  | 29 czerwca 2005      | Commerzbank-Arena, Frankfurt nad Menem                | Brazylia                 | 1:4          | Puchar Konfederacji 2005 | 55     |
| 19  | 3 września 2005      | Estadio Defensores del Chaco, Asunción                | Paragwaj                 | 0:1          | eliminacje do MŚ 2006    | 90     |
| 20  | 12 listopada 2005    | Stade de Genève, Genewa                               | Anglia                   | 2:3          | mecz towarzyski          | 90     |
| 21  | 1 marca 2006         | St. Jakob-Park, Bazylea                               | Chorwacja                | 2:3          | mecz towarzyski          | 90     |
| 22  | 30 maja 2006         | Stadio Arechi, Salerno                                | Angola                   | 2:0          | mecz towarzyski          | 78     |
| 23  | 10 czerwca 2006      | AOL Arena, Hamburg                                    | Wybrzeże Kości Słoniowej | 2:1          | MŚ 2006                  | 90     |
| 24  | 16 czerwca 2006      | Veltins-Arena, Gelsenkirchen                          | Serbia i Czarnogóra      | 6:0          | MŚ 2006                  | 73     |
| 25  | 21 czerwca 2006      | Commerzbank-Arena, Frankfurt nad Menem                | Holandia                 | 0:0          | MŚ 2006                  | 90     |
| 26  | 24 czerwca 2006      | Red Bull Arena, Lipsk                                 | Meksyk                   | 2:1          | MŚ 2006                  | 75     |
| 27  | 30 czerwca 2006      | Stadion Olimpijski, Berlin                            | Niemcy                   | 1:1 (4:2 k.) | MŚ 2006                  | 18     |
| 28  | 7 lutego 2007        | Stade de France, Saint-Denis                          | Francja                  | 1:0          | mecz towarzyski          | 90     |
| 29  | 2 czerwca 2007       | St. Jakob-Park, Bazylea                               | Szwajcaria               | 1:1          | mecz towarzyski          | 90     |
| 30  | 5 czerwca 2007       | Nou Camp, Barcelona                                   | Algieria                 | 4:3          | mecz towarzyski          | 90     |
| 31  | 28 czerwca 2007      | Estadio José Encarnación Pachencho Romero, Maracaibo  | Stany Zjednoczone        | 4:1          | Copa America 2007        | 57     |
| 32  | 2 lipca 2007         | Estadio José Encarnación Pachencho Romero, Maracaibo  | Kolumbia                 | 4:2          | Copa America 2007        | 90     |
| 33  | 5 lipca 2007         | Estadio Metropolitano de Fútbol de Lara, Barquisimeto | Paragwaj                 | 1:0          | Copa America 2007        | 66     |
| 34  | 8 lipca 2007         | Estadio Metropolitano de Fútbol de Lara, Barquisimeto | Peru                     | 4:0          | Copa America 2007        | 82     |
| 35  | 11 lipca 2007        | Estadio Polideportivo Cachamay, Puerto Ordaz          | Meksyk                   | 3:0          | Copa America 2007        | 90     |
| 36  | 15 lipca 2007        | Estadio José Encarnación Pachencho Romero, Maracaibo  | Brazylia                 | 0:3          | Copa America 2007        | 58     |
| 37  | 13 października 2007 | Estadio Monumental, Buenos Aires                      | Chile                    | 2:0          | eliminacje do MŚ 2010    | 90     |
| 38  | 16 października 2007 | Estadio José Encarnación Pachencho Romero, Maracaibo  | Wenezuela                | 2:0          | eliminacje do MŚ 2010    | 90     |
| 39  | 17 listopada 2007    | Estadio Monumental, Buenos Aires                      | Boliwia                  | 3:0          | eliminacje do MŚ 2010    | 67     |
| 40  | 20 listopada 2007    | Estadio El Campín, Bogota                             | Kolumbia                 | 1:2          | eliminacje do MŚ 2010    | 74     |
| 41  | 20 sierpnia 2008     | Stadion Dynama Mińsk, Mińsk                           | Białoruś                 | 0:0          | mecz towarzyski          | 90     |
| 42  | 6 września 2008      | Estadio Monumental, Buenos Aires                      | Paragwaj                 | 1:1          | eliminacje do MŚ 2010    | 90     |
| 43  | 10 września 2008     | Estadio Monumental, Lima                              | Peru                     | 1:1          | eliminacje do MŚ 2010    | 86     |
| 44  | 11 października 2008 | Estadio Monumental, Buenos Aires                      | Urugwaj                  | 2:1          | eliminacje do MŚ 2010    | 90     |
| 45  | 15 października 2008 | Estadio Nacional de Chile, Santiago de Chile          | Chile                    | 0:1          | eliminacje do MŚ 2010    | 82     |
| 46  | 14 listopada 2009    | Estadio Vicente Calderón, Madryt                      | Hiszpania                | 1:2          | mecz towarzyski          | 15     |
| 47  | 7 września 2010      | Estadio Monumental, Buenos Aires                      | Hiszpania                | 4:1          | mecz towarzyski          | 90     |
| 48  | 8 października 2010  | Saitama Stadium, Saitama                              | Japonia                  | 0:1          | mecz towarzyski          | 45     |
| 49  | 9 lutego 2011        | Stade de Genève, Genewa                               | Portugalia               | 1:2          | mecz towarzyski          | 77     |
| 50  | 26 marca 2011        | MetLife Stadium, East Rutherford                      | Stany Zjednoczone        | 1:1          | mecz towarzyski          | 74     |
| 51  | 1 lipca 2011         | Estadio Ciudad de La Plata, La Plata                  | Boliwia                  | 1:1          | Copa America 2011        | 45     |
| 52  | 6 lipca 2011         | Estadio Brigadier General Estanislao López, Santa Fe  | Kolumbia                 | 0:0          | Copa America 2011        | 60     |

Bramki
| #  | Data             | Miejsce                                         | Przeciwnik          | Bramka na | Wynik | Rozgrywki                |
| -- | ---------------- | ----------------------------------------------- | ------------------- | --------- | ----- | ------------------------ |
| 1. | 21 czerwca 2005  | Frankenstadion, Norymberga, Niemcy              | Niemcy              | 2 – 2     | 2 – 2 | Puchar Konfederacji 2005 |
| 2. | 16 czerwca 2006  | WM Stadion Gelsenkirchen, Gelsenkirchen, Niemcy | Serbia i Czarnogóra | 2 – 0     | 6 – 0 | Mistrzostwa Świata 2006  |
| 3. | 5 czerwca 2007   | Camp Nou, Barcelona, Hiszpania                  | Algieria            | 3 – 2     | 4 – 3 | mecz towarzyski          |
| 4. | 10 września 2008 | Estadio Monumental, Lima, Peru                  | Peru                | 1 – 0     | 1 – 1 | eliminacje do MŚ 2010    |
| 5. | 26 marca 2011    | MetLife Stadium, East Rutherford, USA           | Stany Zjednoczone   | 1 – 0     | 1 – 1 | mecz towarzyski          |